# Nadawki
Nadawki (deutsch Nadafken, 1938 bis 1945 Kuppenhof) ist ein kleiner Ort in der polnischen Woiwodschaft Ermland-Masuren und gehört zur Stadt- und Landgemeinde Mikołajki (Nikolaiken) im Powiat Mrągowski (Kreis Sensburg).

## Geographische Lage
Nadawki liegt inmitten der Woiwodschaft Ermland-Masuren, neun Kilometer südöstlich der Kreisstadt Mrągowo (deutsch Sensburg).

## Geschichte
Der nach 1785 Nadawken und bis 1938 Nadafken genannte kleine Ort bestand ursprünglich lediglich aus einem großen Hof. Er galt als Vorwerk innerhalb des Gutsbezirks Barranowen (polnisch Baranowo) im ostpreußischen Kreis Sensburg. Im Jahre 1867 zählte der Ort 87, 1885 noch 80 und 1905 nur noch 65 Einwohner.
Am 30. September 1928 wurde das Vorwerk Nadafken als Teil des Gutsbezirks Barranowen zusammen mit dem Gutsbezirk Vollmarstein (bis 1895 Gut Nadafken, polnisch Nowe Nadawki, nicht mehr existent) in die Landgemeinde Barranowen (1938 bis 1945 Hoverbeck, polnisch Baranowo) eingegliedert. Ab dem 3. Juni (amtlich bestätigt am 16. Juli) 1938 trug Nadafken den aus politisch-ideologischen Gründen veränderten Namen „Kuppenhof“.
In Kriegsfolge kam der Ort 1945 mit dem gesamten südlichen Ostpreußen zu Polen und erhielt die polnische Namensform „Nadawki“. Heute ist er eine Ortschaft innerhalb der Stadt- und Landgemeinde Mikołajki (Nikolaiken) im Powiat Mrągowski (Kreis Sensburg), bis 1998 der Woiwodschaft Suwałki, seither der Woiwodschaft Ermland-Masuren zugeordnet.

## Kirche
Bis 1945 war Nadafken resp. Kuppenhof in die evangelische Kirche Barranowen in der Kirchenprovinz Ostpreußen der Kirche der Altpreußischen Union sowie in die katholische Kirche St. Adalbert in Sensburg im Bistum Ermland eingepfarrt. Heute gehört Nadawki zur Evangelischen Kirche Mikołajki in der Diözese Masuren der Evangelisch-Augsburgischen Kirche in Polen bzw. zur katholischen Pfarrei Baranowo im Bistum Ełk in der polnischen katholischen Kirche.

## Verkehr
Nadawki liegt nördlich der polnischen Landesstraße 16 (ehemalige deutsche Reichsstraße 127) und ist von dort über Baranowo auf direktem Wege zu erreichen. Eine Anbindung an das Schienennetz besteht nicht.